# Oscar Pereira
 Oscar Enrique Pereira Tapia  (Los Vilos, 11 de febrero de 1950-La Serena, 6 de julio de 2012) fue un político chileno demócrata cristiano, y alcalde de Coquimbo, de profesión técnico paramédico. Fue elegido concejal en las elecciones municipales de 2000 y 2004, y tras la destitución de Pedro Velásquez en 2006 asumió la alcaldía de la comuna el 20 de octubre de ese año, mientras que en 2008 fue elegido alcalde mediante votación popular en las elecciones municipales desarrolladas en octubre de ese año.
Repostuló al cargo en 2012, midiéndose en unas elecciones primarias ante el concejal Ramón Velásquez, en las cuales Pereira triunfó con el 75% de los votos. Sin embargo, no alcanzó a competir en la elección general de octubre, ya que falleció el 6 de julio de 2012, producto de cáncer al estómago. Su cuerpo fue velado en la iglesia de San Pedro y posteriormente en el Estadio Francisco Sánchez Rumoroso.

## Historial electoral

### Elecciones municipales de 2000
Alcalde y concejales para la comuna de Coquimbo
| Candidato                       | Partido | Votos  | %     | Resultado |
| ------------------------------- | ------- | ------ | ----- | --------- |
| Pedro Velásquez Seguel          | DC      | 31 369 | 55,62 | Alcalde   |
| Oscar Pereira Tapia             | PPD     | 7184   | 12,74 | Concejal  |
| Carlos Yusta Rojas              | PS      | 3542   | 6,28  | Concejal  |
| Abdón Hermosilla Cortés         | PS      | 3011   | 5,34  | Concejal  |
| Eduardo Lizana Malinconi        | RN      | 2843   | 5,04  |           |
| Juan Alcayaga del Canto         | PRSD    | 2514   | 4,46  | Concejal  |
| Gustavo Gálvez Ávalos           | RN      | 1086   | 1,93  |           |
| Joyce Llewellyn Tame            | RN      | 926    | 1,64  |           |
| Máximo Soto Lynch               | ILC     | 817    | 1,45  |           |
| Elsa Vásquez Ortiz              | UDI     | 694    | 1,23  |           |
| Ricardo Werlinger Padilla       | ILC     | 613    | 1,09  |           |
| Bartolomé Ponce Castillo        | PC      | 552    | 0,98  |           |
| Américo Torres Valdés           | PC      | 445    | 0,79  |           |
| José Fernando Montoya Angel     | DC      | 322    | 0,57  | Concejal  |
| Fernando Castillo San Francisco | PC      | 289    | 0,51  |           |
| Luz Rojas Zambra                | ILA     | 132    | 0,23  |           |
| Alejandro Vergara Quinteros     | ILD     | 58     | 0,10  |           |

### Elecciones municipales de 2004
Concejales para la comuna de Coquimbo
(Se consideran sólo los candidatos que resultaron elegidos para el Concejo Municipal)
| Candidato               | Partido | Votos  | %     | Resultado |
| ----------------------- | ------- | ------ | ----- | --------- |
| Ramón Velásquez Seguel  | DC      | 11.576 | 20,87 | Concejal  |
| Oscar Pereira Tapia     | DC      | 7.439  | 13,41 | Concejal  |
| Abdón Hermosilla Cortés | PS      | 6.996  | 12,61 | Concejal  |
| Carlos Yusta Rojas      | PS      | 5.502  | 9,92  | Concejal  |
| Nelsa Piñones Rivera    | DC      | 3.564  | 6,43  | Concejal  |
| Mabel Rojas Valdivia    | UDI     | 2.753  | 4,96  | Concejal  |

### Elecciones municipales de 2008
Alcalde para la comuna de Coquimbo
| Candidato                       | Partido             | Votos  | %     | Resultado |
| ------------------------------- | ------------------- | ------ | ----- | --------- |
| Oscar Pereira Tapia             | DC                  | 32.531 | 55,19 | Alcalde   |
| Moira Navea Díaz                | Independiente       | 19.367 | 32,86 |           |
| Guillermo Inostroza Monardes    | UDI                 | 3.296  | 5,59  |           |
| Wilma Sánchez Peñailillo        | Independiente       | 1.464  | 2,48  |           |
| Pamela Loreto Betancourt Guzmán | Juntos Podemos Más  | 1.412  | 2,40  |           |
| Luis Rodrigo Ugarte Ortiz       | Por un Chile Limpio | 869    | 1,47  |           |

### Primarias municipales de la Concertación 2012
Candidato a alcalde para la comuna de Coquimbo
| Candidato              | Partido | Votos | %      | Resultado           |
| ---------------------- | ------- | ----- | ------ | ------------------- |
| Oscar Pereira Tapia    | PDC     | 4277  | 75,43% | Candidato a alcalde |
| Ramón Velásquez Seguel | PPD     | 1393  | 24,57% |                     |